# Some Great Videos
 Some Great Videos  — збірник музичних кліпів британської групи Depeche Mode, що містить десять музичних відео, знятих режисерами Клайвом Ричардсоном і Пітером Кером. Вийшов у 1985. У плані добірки кліпів та оформлення обкладинки він відповідає музичного збірника The Singles 81→85 (за винятком факту відсутності на відеоальбому кліпів на пісні з альбому A Broken Frame).
Це перший збірник відеокліпів Depeche Mode. Містить перше музичне відео гурту - «Just Can't Get Enough», і всі кліпи, починаючи з «Everything Counts» 1983 года, і закінчуючи «It's Called a Heart» 1985-го. Як бонус на збірці представлено «живе» відео з піснею «Photographic» (відеокліпу на цю пісню не знімалося).
У 1998 році, при перевиданні, для відповідності назвою збірки відеокліпів The Videos 86>98, назва релізу було змінено на Some Great Videos 81>85. Треклист перевидання відповідає оригінальній британської версії, але дизайн релізу змінений на відповідний перевиданню музичної збірки The Singles 81>85.

## Трек-лист
1. Just Can't Get Enough
2. Everything Counts
3. Love, in Itself
4. People Are People
5. Master and Servant
6. Blasphemous Rumours
7. Somebody
8. Shake the Disease
9. It's Called a Heart
10. Photographic
11. A Question of Lust